# Jan Verleun
Johannes Adrianus Jozef Verleun (Amsterdam, 13 augustus 1919 – Den Haag, 7 januari 1944) was een Nederlands verzetsstrijder tijdens de Tweede Wereldoorlog.
Verleun volgde drie jaar lang de priesteropleiding aan het seminarie in Sint-Oedenrode. Tijdens de Duitse aanval op Nederland was hij soldaat in het Nederlandse leger. Op 10 mei 1940 zag Verleun als verspieder hoe Duitse militairen de IJssel overstaken. Hij raakte zwaargewond, maar wist te ontkomen.
Via verzetsstrijder Pam Pooters kwam Verleun als 21-jarige terecht bij de links-radicale verzetsgroep CS-6 (genoemd naar Corellistraat 6 te Amsterdam). Tot deze groep behoorden onder andere ook Gerrit Willem Kastein, Pam Pooters, Reina Prinsen Geerligs, Leo Frijda, Hans Katan, Sape Kuiper, Walter Brandligt, de broers Jan Karel Boissevain en Gideon Willem Boissevain en hun achterneef Louis Boissevain. Verleun gebruikte de schuilnamen "George Devage" en "Max Brinkhorst".
Op 23-jarige leeftijd liquideerde hij op 5 februari 1943 samen met Gerrit Willem Kastein de commandant van het Nederlandse vrijwilligerslegioen, Hendrik Seyffardt. Bij de rechtszaak tegen Verleun verklaarde deze (mogelijk om Leo Frijda vrij te pleiten) dat hij door (de inmiddels dode) Kastein werd vergezeld; andere bronnen stellen echter dat Frijda bij de aanslag aanwezig was en dat Kastein alleen bij de voorbereiding betrokken was.
Twee maanden later liquideerde hij te Vorden zelfstandig Folkert Posthuma, een oud-minister die voor de Duitsers was gaan werken. Nadat de groep was verraden, werd Verleun door de Duitsers op 4 november 1943 opgepakt. Hij werd gemarteld en werd op 6 januari 1944 ter dood veroordeeld. Daarna werd hij van het Huis van Bewaring aan de Weteringschans overgebracht naar de gevangenis van Scheveningen (Oranjehotel) en de volgende dag op de Waalsdorpervlakte gefusilleerd.